# Afinitate chimică
În chimia fizică, afinitatea chimică este proprietatea chimică prin care specii chimice neasemănătoare sunt capabile să formeze compuși chimici. Afinitatea chimică se mai poate referi și la tendința unui atom sau compus de a se combina printr-o reacție chimică cu atomi sau compuși de compoziție diferită.